# Relayer
A Relayer az angol Yes együttes hetedik nagylemeze, melyet 1974-ben adott ki az Atlantic Records. Ezután a lemez után hároméves szünet következett: akkor megjelent a Going for the One.

## A zene
Az album első érdekessége, hogy nem a megszokott alakok egyike áll a billentyűk mögött, hanem a svájci Patrick Moraz, aki csak ezen a lemezen szerepelt Yes-tagként. Az első és legismertebb szám az albumról a Gates of Delirium című monumentális alkotás, melyből kiemelendő Steve Howe gitármunkája. A másik kettő szám is jól felépített, harmonikus alkotás, ám korántsem olyan nagy sikerű, mint a Gates of Delirium.

## Számok listája
Minden dalt a Yes írt. 
1. The Gates of Delirium (21:50)
2. Sound Chaser (9:26)
3. To Be Over (9:06)

### Bónusszámok
1. Soon (Anderson) (4:18)
2. Sound Chaser (3:13)
3. The Gates of Delirium (21:16)

## Zenészek listája
- Jon Anderson – ének
- Chris Squire – basszusgitár
- Steve Howe – gitár
- Alan White – dob
- Patrick Moraz – billentyűs hangszerek